# Асил
Аси́л (каз. Асыл) — село у складі Бухар-Жирауського району Карагандинської області Казахстану. Входить до складу Каражарського сільського округу.
Населення — 221 особа (2021; 341 у 2009, 488 у 1999, 546 у 1989).
Національний склад станом на 1989 рік:
- росіяни — 48 %;
- німці — 25 %.